# 간베촌 (미에현 스즈카군)
간베촌(神辺村)은 미에현 스즈카군에 있던 촌이다. 현재의 가메야마시 중부에 해당한다.

## 역사
- 1889년 4월 1일 - 정촌제 시행에 의해 스즈카군 간베촌이 성립하였다.
- 1955년 2월 1일 - 간베촌이 분립하여, 누키・오오카지・야마시타・기노시타・오노의 일부가 가메야마시에, 오노의 일부(자스후지, 가미몬다, 가미몬다, 시모몬다, 미나미카이시타, 기타카이시타, 니시노, 나가타, 야마카미다니, 쓰가키, 히가시마루, 니시마루, 나리시모시타)가 세키정에 편입해, 동일 간베촌은 페지되었다.

## 참고문헌
- 角川日本地名大辞典 24 三重県